# Aulonemia laxa
Aulonemia laxa är en gräsart som först beskrevs av Fumio Maekawa, och fick sitt nu gällande namn av Mcclure. Aulonemia laxa ingår i släktet Aulonemia och familjen gräs. Inga underarter finns listade i Catalogue of Life.